# Eragrostis saxatilis
Eragrostis saxatilis är en gräsart som beskrevs av William Botting Hemsley. Eragrostis saxatilis ingår i släktet kärleksgrässläktet, och familjen gräs. Inga underarter finns listade i Catalogue of Life.